# MAFC (baloncesto)
El MAFC, también conocido como Budapest-MAFC, es un equipo de baloncesto húngaro con sede en la ciudad de Budapest, que compite en la A Division, la máxima competición de su país. Disputa sus partidos en el Gabányi László Sportcsarnok, con capacidad para 1,000 espectadores.

## Historia
El club es parte de la asociación deportiva MAFC, fundada en el año 1897, mientras que la sección de baloncesto se fundó en el año 1934. Es uno de los clubes con más tradición de Hungría, siendo el tercero que más títulos posee, ya que tiene 7 Ligas (1936, 1944, 1950, 1951, 1956, 1970 y 1975) y 5 Copas (1965, 1970, 1972, 1979 y 1981). Aparte, quedaron subcampeones de liga en 24 ocasiones, de copa en 16 ocasiones y consiguieron la medalla de bronce en liga en 10 ocasiones.
Desde el año 1934 hasta el año 1990, jugaron ininterrumpidamente en la A Division (56 años seguidos), descendiendo ese año a la B Division  (2ª división húngara). Actualmente están a caballo entre las dos ligas y tras 33 años de sequía, se proclamaron campeones de la B Division en 2014.

## Nombres
| Denominación            | Período       |
| ----------------------- | ------------- |
| MAFC                    | 1934-1948     |
| Műegyetemi MEFESZ       | 1948-1950     |
| Budapesti DISZ FSE      | 1950          |
| Budapesti Haladás       | 1951-1953     |
| Műszaki Egyetem Haladás | 1954-1956     |
| MAFC                    | 1957-1990     |
| MAFC-Wawel              | 1990-1991     |
| MAFC                    | 1991-1994     |
| MAFC-Vegyépszer         | 1994-1998     |
| MAFC KE                 | 1998-2001     |
| MC MAFC                 | 2001-2002     |
| MAFC-Újbuda             | 2003-2004     |
| MAFC-Újbuda MAFC        | 2004-2006     |
| MAFC                    | 2006-2008     |
| Újbuda TC               | 2008-2011     |
| MAFC                    | 2011-2015     |
| Budapest-MAFC           | 2015–presente |

## Registro por Temporadas
| Temporada | División | Liga       | Posición en liga | Play-Offs | Copa Húngara | Competición Europea | Competición Europea | Competición Europea |
| --------- | -------- | ---------- | ---------------- | --------- | ------------ | ------------------- | ------------------- | ------------------- |
| 2000-01   | 2ª       | B Division | 2º               | Ascenso   | –            |                     |                     |                     |
| 2001-02   | 1ª       | A Division | 14º              | Descenso  | –            |                     |                     |                     |
| 2003-04   | 1ª       | A Division | 13º              | –         | –            |                     |                     |                     |
| 2004-05   | 1ª       | A Division | 13º              | –         | –            |                     |                     |                     |
| 2005-06   | 1ª       | A Division | 14º              | Descenso  | –            |                     |                     |                     |
| 2006-07   | 2ª       | B Division | 1º               | Ascenso   | –            |                     |                     |                     |
| 2007-08   | 1ª       | A Division | 13º              | Descenso  | –            |                     |                     |                     |
| 2008-09   | 2ª       | B Division | 7º               | –         | –            |                     |                     |                     |
| 2009-10   | 2ª       | B Division | 12º              | –         | –            |                     |                     |                     |
| 2010-11   | 2ª       | B Division | 15º              | –         | –            |                     |                     |                     |
| 2011-12   | 2ª       | B Division | 9º               | –         | –            |                     |                     |                     |
| 2012–13   | 2ª       | B Division | 7º               | –         | –            |                     |                     |                     |
| 2013–14   | 2ª       | B Division | 3º               | Campeones | –            |                     |                     |                     |
| 2014–15   | 1ª       | A Division | 13º              | –         | –            |                     |                     |                     |
| 2015–16   | 1ª       | A Division | 13º              | –         | –            |                     |                     |                     |
| 2016–17   | 1ª       | A Division | 14º              | –         | –            |                     |                     |                     |
| 2017–18   | 1ª       | A Division |                  |           |              |                     |                     |                     |

## MAFC en competiciones europeas
Recopa de Europa de baloncesto 1968-69
| 1ª Ronda | MAFC | Levski-Spartak | 89-92 | 79-66 |  |

Recopa de Europa de baloncesto 1969-70
| 2ª Ronda | AEK | MAFC | 86-49 | 97-104 |  |

Recopa de Europa de baloncesto 1970-71
| 1ª Ronda | WSG Radenthein | MAFC | 80-80 | 79-74 |  |
| 2ª Ronda | Juventud Nerva | MAFC | 95-57 | 71-81 |  |

Recopa de Europa de baloncesto 1973-74
| 1ª Ronda | MAFC | Olympiacos | 67-67 | 70-56 |  |

Recopa de Europa de baloncesto 1977-78
| 1ª Ronda | MAFC | Milde Sorte Wien | 98-94 | 85-97 |  |
| 2ª Ronda | MAFC | Kvarner          | 94-93 | 88-78 |  |

Recopa de Europa de baloncesto 1979-80
| 1ª Ronda | MAFC | Zadar | 104-109 | 97-74 |  |

Recopa de Europa de baloncesto 1980-81
| 1ª Ronda | Klosterneuburg | MAFC | 88-63 | 83-64 |  |

Recopa de Europa de baloncesto 1981-82
| 1ª Ronda | MAFC | AEK | 98-87 | 101-80 |  |

Recopa de Europa de baloncesto 1982-83
| 1ª Ronda       | Beşiktaş       | MAFC         | 61-74  | 86-65  |  |
| 2ª Ronda       | MAFC           | Stroitel     | 2-0    | 0-2    |  |
| Fase de grupos | ASVEL          | MAFC         | 85-73  | 83-100 |  |
| Fase de grupos | Inter Slovnaft | MAFC         | 102-68 | 92-80  |  |
| Fase de grupos | MAFC           | ZZI Olimpija | 75-92  | 106-88 |  |

Recopa de Europa de baloncesto 1983-84
| 1ª Ronda | Vevey | MAFC | 107-69 | 90-97 |  |

Copa Korać 1985-86
| 1ª Ronda | AEK | MAFC | 105-107 | 85-88 |  |

## Palmarés

### Liga
- A Division

-   -  Campeones (7): 1936, 1944, 1950, 1951, 1956, 1970, 1975

-   - Subcampeones (24): 1935, 1938, 1943, 1947, 1948, 1949, 1950, 1952, 1953, 1955, 1957, 1959, 1960, 1961, 1962, 1963, 1964, 1965, 1966, 1967, 1974, 1982, 1983, 1985
  - Terceros (10): 1937, 1946, 1954, 1958, 1968, 1969, 1973, 1978, 1979, 1981

- B Division

-   - Campeones (1): 2014

### Copas
- Copa Húngara

-   -  Campeones (5): 1965, 1970, 1972, 1979, 1981

-   -  Subcampeones (16): 1951, 1952, 1954, 1955, 1962, 1963, 1964, 1966, 1967, 1968, 1969, 1971, 1973, 1978, 1982, 1983

## Jugadores destacados
| - Bennet Davis - Mladen Gambiroža - Muris Memić - Matija Poščić - Denis Toroman - Will Neighbour - Dimitris Misiakos - Stavros Toutziarakis - Máté Bihari - Gábor Bordács - Csaba Borszéki - Ivan Bus - Dániel Debreceni - Péter Faragó - Ákos Fehér - Csaba Fekete - Márton Fodor - Krisztián Gorzsás - Gergely Gruda | - Tamás Hartvich - Ákos Horváth - Marton Horváth - Tamás Joó - Daniel Kolarićs - Péter Koncz - Ádám Kovacs - Csaba Kucsora - András Lakits - Zsolt Lakosa - Mark Maté - Csaba Mérész - Gyula Mihály - Levente Misek - Balint Mocsan - Péter Mohay - András Molnár - Marcell Molnár - Máté Molnár | - András Muntean - Balázs Nagy - Péter Nemes - Máté Pápai - Szabolcs Pojbics - László Polyák - Olivér Siklós - Greg Somogyi - Tibor Szabó - Róbert Szanyi - Balázs Szlávik - Norbert Takács - Norbert Timkó - Szabolcs Tóth - Krisztián Tursics - István Varga - András Vavra - Zoltán Wehner - Valdas Kaukėnas | - Amin Hott - Uroš Duvnjak - Boris Maljković - Nikola Silađi - Rashad Anderson - Parrish Brown - Brad Buddenborg - Mickey Curley - Brian Ehlers - David Fisher - Chris Gadley - Ricardo Glenn - Ledon Green - Jesse Hardin - Neiko Hunter - Jibrahn Ike - Cavell Johnson - Delmonte Madison - Gabe Martin | - Marckell Patterson - Justin Rowe - Deville Smith - Tony Watson II - Gonzalo Beltrán - Stefan Filipović - Robbie Sihota - Mark Nwakamma |